# Деспрадель, Артуро
Артуро Деспрадель (исп. Arturo Despradel; 20 июня 1900, провинция Пуэрто-Плата, Доминиканская Республика — ?) — доминиканский юрист, дипломат и государственный деятель, министр иностранных дел Доминиканской Республики (1938—1940, 1946—1947).

## Биография
В 1919 г. окончил Высшее педагогическое училище, в 1924 г. — Университет Санто-Доминго с присуждением степени бакалавра права.
- 1935—1936 гг. — секретарь доминиканского посольства в Мексике,
- 1936—1937 гг. — заместитель министра иностранных дел,
- 1937 г. — помощник президента Гаити,
- 1938 г. — посол в Гаити,
- 1938—1940 и 1946—1947 гг. — министр иностранных дел, председатель делегации Доминиканской Республики на Генеральной Ассамблее ООН (1947).

Член Доминиканской академии (Ateneo Dominicano) и Боливарианского общества.

## Награды и звания
Гранд-офицер доминиканского ордена Заслуг Хуана Пабло Дуарте. Кавалер Большого креста кубинского ордена «Карлос Мануэль де Сеспедес» и Большого креста боливийского Национального ордена Кондора Анд.